# 長瀬猛
長瀬 猛（ながせ たけし、1968年 - )とは日本の政治家、政治活動家、実業家。

## 概要
兵庫県神戸市灘区生まれ、甲南高等学校卒業、甲南大学法学部卒業。自民党兵庫県連青年局兵庫第一選挙区青年局長。幼い頃は人見知りする子供であったものの、甲南中学校で弁論部に入部したことを契機に人前で話すことに興味を持つ。このころに政治家になろうと決意したが、強く心に決めたのは阪神・淡路大震災を経験したことから。

## 政治家として
2006年11月、自民党兵庫県連の新人公募により神戸市会東灘選挙区の公認公募となる。2007年4月、統一地方選挙神戸市会東灘選挙区に立候補するが落選。2011年4月統一地方選挙神戸市会東灘選挙区に立候補するが次点落選。2013年10月、神戸市会東灘選挙区補欠選挙に当選。2015年4月、統一地方選挙神戸市会東灘選挙区に当選。

## 政治活動家として

### 北朝鮮拉致問題
北朝鮮に拉致された日本人を救出するための全国協議会兵庫の代表を務め拉致問題解決に向けて活動している。行方不明であった神戸市のラーメン店店員であった田中実の不自然な動きを調査した。これは田中実の両親は離婚しており、幼い頃より母親と連絡を取ることはほとんどしていなかったものの、田中実の出身高校に母親を名乗る女性が息子が家出したと相談に訪れていたというもの。そしてその数年後に田中実本人を名乗る男性が同校を訪れ、卒業証明書か資格証明書の発行を申請し受け取っていたというもの。田中実の失踪にはこの働いていたラーメン店店主と、非公然組織洛東江の元最高幹部の男性が関与していたとして国外移送目的略取罪で兵庫県警に刑事告発していた。だがこのラーメン店店主は2014年春に死亡した。

### 朝鮮学校問題
兵庫県内の朝鮮学校に兵庫県と神戸市が支給している補助金は違法であるとして、県と市を相手取り補助金交付決定の取り消しを求める訴訟を起こした。この訴訟の判決が2014年4月23日に神戸地裁で下され、裁判長はこれには違法性はないと請求を棄却した。